# Řád za občanské zásluhy
Královský řád za občanské zásluhy (španělsky: Real Orden del Mérito Civil) je rytířský řád a jeden ze tří předních záslužných řádů Španělského království. Dalšími dvěma řády jsou Řád Karla III., který je udílen od roku 1771 a Řád Isabely Katolické založený roku 1815. Každý z nich se používá k ocenění jiného druhu zásluh, aniž by jeden ve skutečnosti převyšoval druhý, i když jsou někdy seřazeny podle roku vzniku. Řád Karla III. se primárně udílí hlavám států a vysoce postaveným vládním úředníkům, zatímco Řád Isabely Katolické je udílen především za služby, které posilují diplomatické vztahy v celé bývalé španělské koloniální říši. Naproti tomu Řád za občanské zásluhy byl založen roku 1926 králem Alfonsem XIII., aby ocenil "občanské cnosti úředníků ve službách státu, jakož i mimořádné služby občanů Španělska i cizích státních příslušníků pro dobro státu". Ocenění tak bylo založeno jako novodobý záslužný řád věnovaný za výjimečné činy ve prospěch občanské společnosti.
Od roku 1998 je řád regulován zákonem 2396/1998 ze 6. listopadu 1998. V souladu s tímto zákonem se řád snaží "odměnit zásluhy občanské povahy jakéhokoliv úředníka veřejné správy, ale i osob, které nejsou ve veřejných funkcích, které poskytují nebo poskytly příslušné služby státu s mimořádným osobním nasazením, charitativní činností nebo příkladně a vytrvale plnily své povinnosti". Řád může být udělen také cizincům za předpokladu, že poskytli význačné služby Španělsku nebo s ním spolupracovali v jakéhokoliv oblasti prospěšné pro španělský národ.
Za svou velkou prestiž, které se Řád za občanské zásluhy těší ve Španělsku i v zahraničí, vděčí několika okolnostem. Za prvé, podobně jako Řád Isabely Katolické, se stal významným nástrojem mezinárodních vztahů, kdy jím byli ocenění lidé z celého světa. Za druhé, je to vysoce selektivní a vzácné vyznamenání, od svého vzniku obdrželo tento řád relativně málo lidí ve srovnání s podobnými národními řády za zásluhy, jako je britský Řád britského impéria, francouzský Řád čestné legie, německý Záslužný řád Spolkové republiky Německo nebo italský Řád zásluh o Italskou republiku.

## Historie

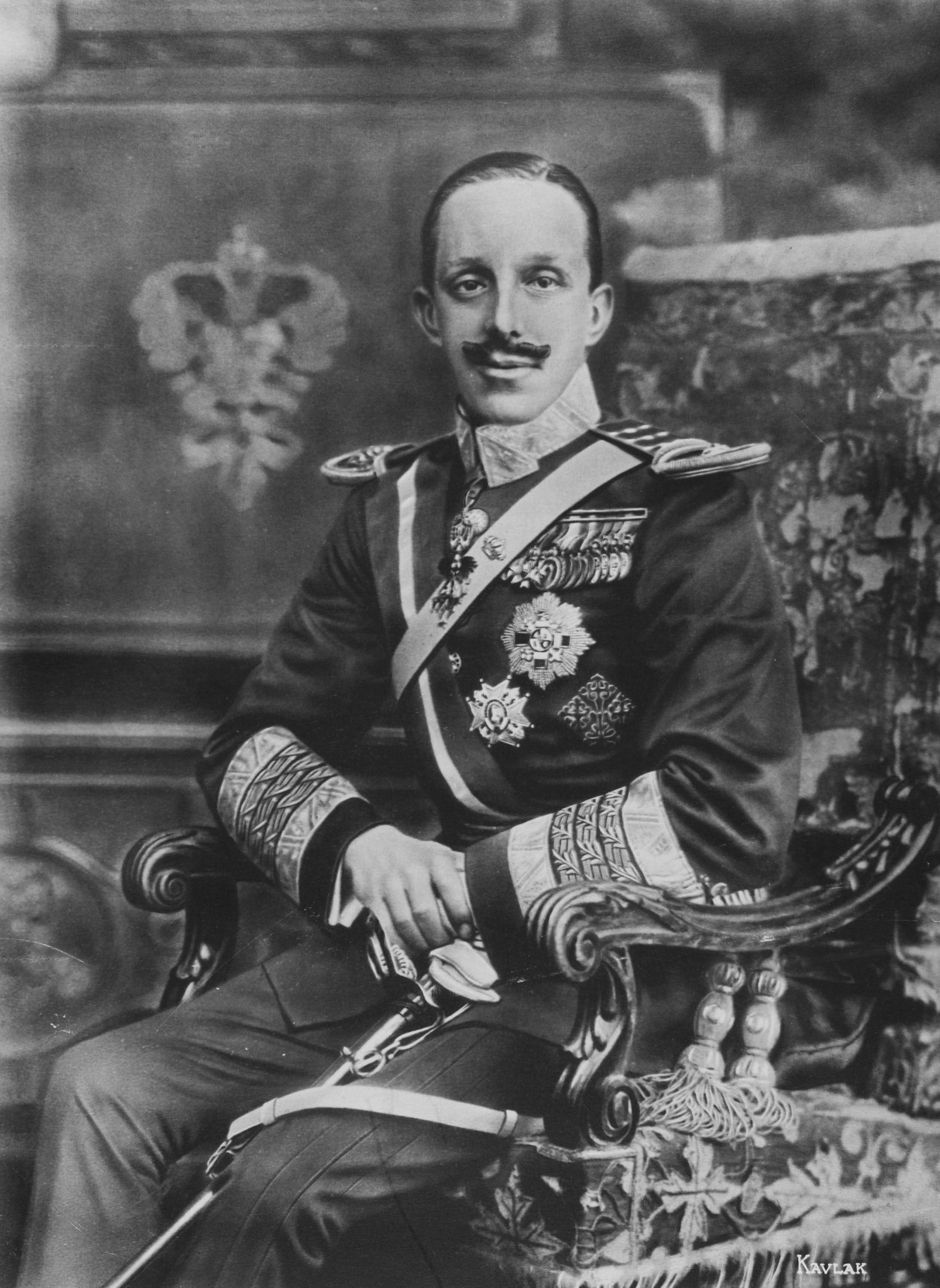
Zakladatel řádu Alfons XIII. na fotu z roku 1916

Královský řád za občanské zásluhy byl založen španělským králem Alfonsem XIII. královským dekretem dne 25. června 1926 na návrh ministerského předsedy generála Miguela Prima de Rivery. Byl založen jako vyznamenání pro ocenění občanských cností úředníků ve službách státu, jakož i mimořádných služeb občanů Španělska i cizích státních příslušníků pro dobro státu.
Od svého počátku to bylo velice prestižní vyznamenání, udílené pouze přísně omezenému počtu lidí. Přijetí do řádu bylo udíleno králem na návrh ministra státu a k jeho přijetí byl potřeba i souhlas ministerské rady, pokud se jednalo o nejvyšší třídu, třídu velkokříže. Ve všech případech byl sepsán spis prokazující oprávněnost pro udělení tohoto vyznamenání. Následně byly jmenování a diplomy vydány odborem kancléřství a řádů ministerstva státu.
Prozatímní vláda republiky tento řád spolu s dalšími řády závislými na ministerstvu státu zrušila zákonem ze dne 24. července 1931. Zachovala pouze Řád Isabely Katolické a ostatní řády se snažila nahradit vytvořením Řádu republiky.
Řád byl posléze obnoven zákonem ze dne 7. listopadu 1942. Byly zachovány jeho předchozí charakteristiky, výsady i seniorita. Ty byly potvrzeny i zákonem ze dne 3. února 1945. Následně byla zákonem ze dne 26. července 1957 přidána třída řetězu, která se stala nejvyšší třídou. Tato třída je vyhrazena pro panovníky a jiné hlavy států, kteří již byli držiteli tohoto řádu ve třídě velkokříže. Následné významné změny, kterými si španělská společnost i politická realita prošly, vedla k aktualizaci pravidel pro udílení řádu, aby respektovaly nově vzniklou situaci tak, aby si řád zachoval své postavení mezi ostatními španělskými řády.
Královským dekretem 2396/1998 ze dne 6. listopadu 1998, který byl zveřejněn 21. listopadu 1998 v Boletín Oficial del Estado a následnou revizí chyb, která byla zveřejněna v Boletín Oficial del Estado 16. února 1999 byla schválena nová regulace řádu. Mezi nejdůležitější změny patří zrušení zvláštních tříd určených výhradně ženám a byl zrušen i rytířský kříž. Šerpa byla sjednocena se třídou velkokoříže, rytířský kříž a třída rytíře/stuhy byly zahrnuty do nově vzniklé třídy kříže. Bylo k tomu přistoupeno proto, aby třídy v žádném případě nepodporovaly genderovou diskriminaci. Přesto mohou ženy z estetických a funkčních důvodů (vzhledem k jejich charakteristice šatů nošených během slavnostních událostí) používat zmenšenou verzi insignií, kterou nosí jinak než muži.

## Pravidla udílení

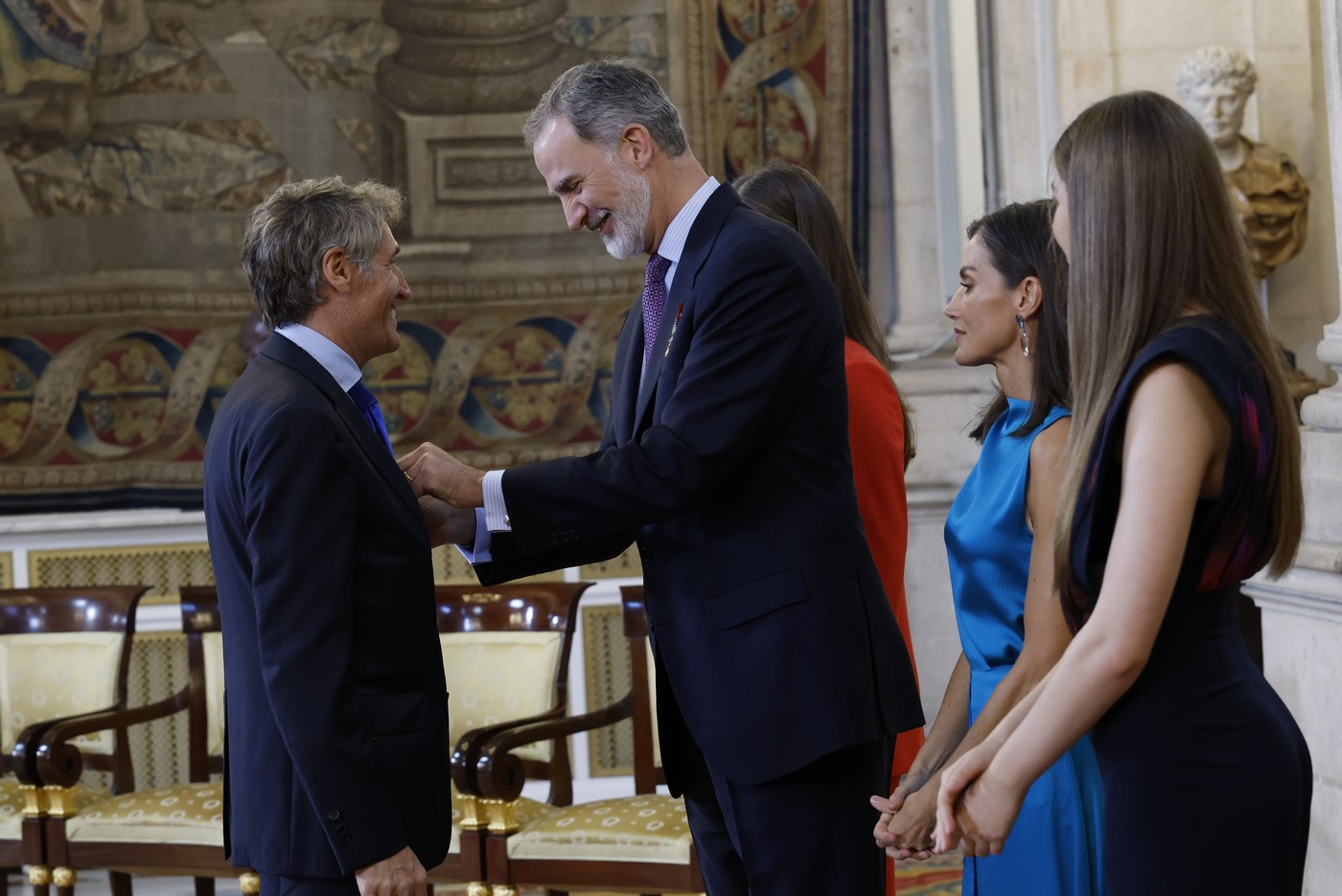
Král Filip VI. Španělský předává vyznamenáí ve třídě důstojnického kříže

V souladu se zákonem jsou při udělení vyznamenání zohledněny zásluhy o poskytování vynikajících služeb státu, mimořádné a nepopiratelné zásluhy, pracovitost nebo mimořádná schopnost, prokázaná pro dobro obecného zájmu, velká iniciativa s vlivem na národ a obecně exemplární činy, které by měly být prospěšné zemi a měly by být odměňovány a podporovány. Aby se zvýšila prestiž tohoto vyznamenání, aby jeho udělení či povýšení znamenalo skutečně mimořádnou událost, kancléř řádu zodpovídá za to, aby každé udělení řádu bylo pečlivě odůvodněno. Kancléř posuzuje nominace a také hodnotí důležitost dosažených zásluh, profesní kategorii a služební věk, při rozhodování o udělení třídy.
Každý, kdo je odsouzen za trestný čin na základě pravomocného rozsudku, může být zbaven titulu i výsad, které jsou spojeny s tímto vyznamenáním. O odejmutí rozhoduje v případě třídy komtura podle čísla a nižších ministr zahraničních věcí, v případě třídy velkokříže a řetězu pak rada ministrů.

## Správa řádu

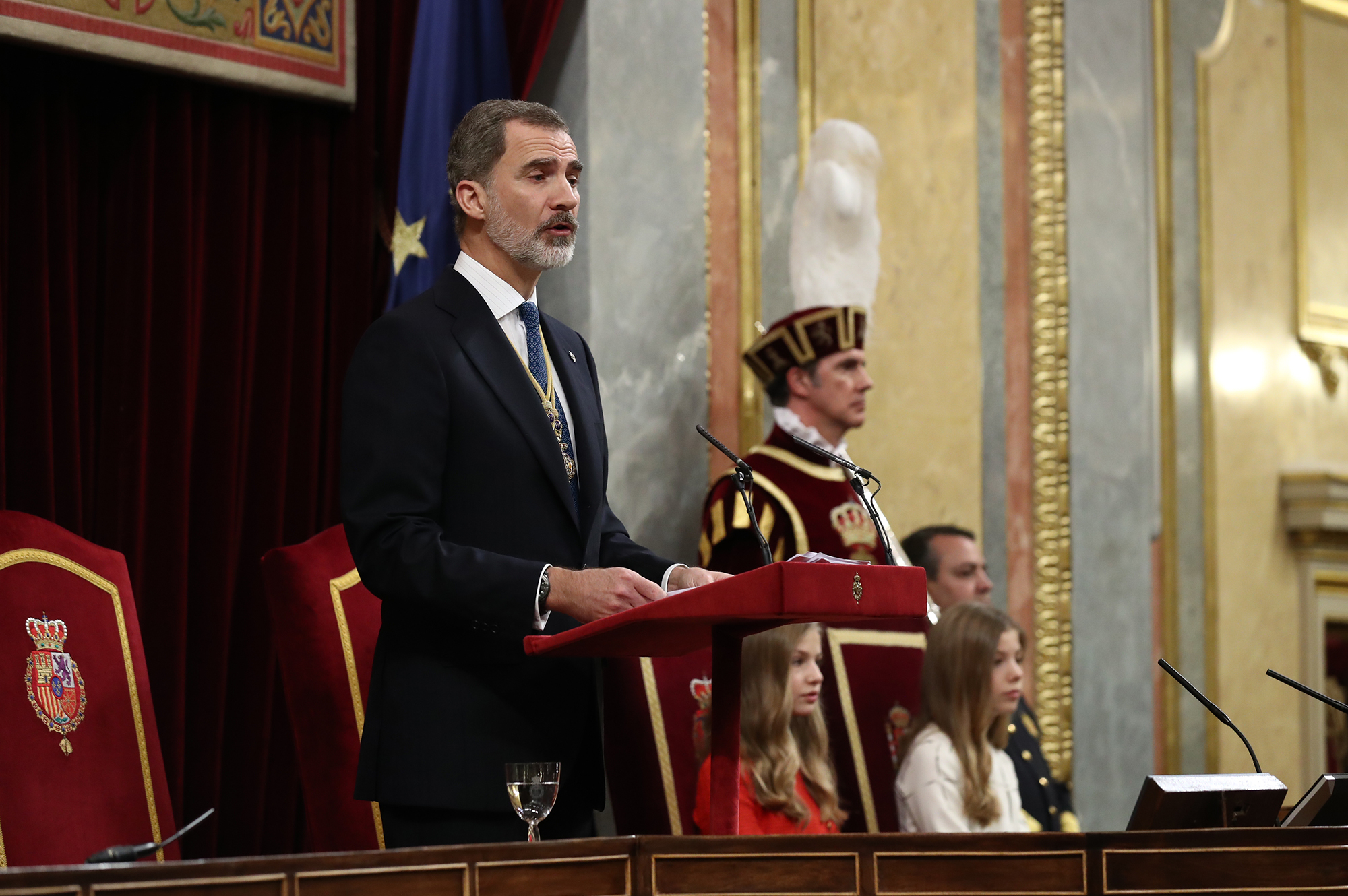
Španělský král Filip VI. Španělský jakožto velmistr Řádu za občanské zásluhy

Podle zákona je španělský král velmistrem Řádu za občanské zásluhy, a proto jsou všechna tato vyznamenání udílena jménem krále. Ministr zahraničních věcí, Evropské unie a spolupráce je velkým kancléřem řádu, a on navrhuje radě ministrů udílení řádu. Stejně jako v případě Řádu Isabely Katolické, je tajemník pro zahraniční věci, Evropskou unii a spolupráci kancléřem řádu.

## Insignie
Řádový odznak je vyroben ze zlata o rozměrech 48 x 50 mm. Tvoří jej čtyři ramena ve tvaru kříže. Jsou pokryta modrým smaltem s bíle smaltovaným okrajem. Mezi rameny kříže je pět zlatých paprsků o různé délce. Uprostřed kříže je oválný medailon. Při vnějším okraji je modrý, po obou okrajích bíle lemovaný smaltovaný prstenec s nápisem zlatým písmem AL MERITO CIVIL. Uprostřed medailonu je matrona opřená o sloup s mečem, který drží v pravé ruce. Tento meč je kalený v obětním ohni, jakožto symbolu občanských ctností. Nad medailonem je na paprscích umístěna španělská královská koruna. Řádový odznak je ke stuze připojen pomocí přechodového prvku v podobě zeleně smaltovaného vavřínového věnce.
Stuha řádu je modrá s úzkým bílým středovým pruhem. V případě třídy řetězu je stuha modrá s oběma okraji lemovanými úzkým bílým proužkem.

### Symbolika jednotlivých prvků
Matrona symbolizuje čest, důstojnost, zralost, moudrost a pečovatelské vlastnosti. To že se opírá o sloup symbolizuje stabilitu, podporu, sílu a pilíř, na kterém stojí společnost. Meč v pravé ruce představuje spravedlnost, ochranu a připravenost k obraně. Kalení meče v obětním ohni symbolizuje očištění, sílu získanou strádáním, prověřenou loajalitu a oddanost. Celkově tento motiv ztělesňuje ideály občanských a rytířských ctností, jako je spravedlnost, síla, stabilita a oddanost obecnému dobru.

Řádový řetěz
Řádová hvězda ve třídě řetězu
Řádová hvězda ve třídě velkokříže
Řádová hvězda ve třídě komtura podle čísla
Komtur
Důstojnický kříž
Kříž
Stříbrný kříž

## Třídy

### 1926–1931
- velkokříž – Počet žijících členů řádu ve třídě velkokříže byl omezen na 250.
- komtur podle čísla – Počet žijících členů řádu ve třídě komtura podle čísla byl omezen na 350.
- komtur – Počet žijících členů řádu ve třídě komtura byl omezen na 500.
- rytíř – Počet žijících členů řádu ve třídě rytíře byl omezen na 1000.
- stříbrný kříž – Počet vyznamenání v této třídě nebyl omezen.

### 1942–1957
- velkokříž/šerpa – V případě pánů byla udílena třída velkokříže, v případě dam třída šerpy.
- komtur podle čísla
- komtur
- důstojník
- rytíř/stuha – V případě pánů byla udílena třída rytíře, v případě dam třída stuhy.
- stříbrný kříž

### 1957–1998
- řetěz – Tato třída je určena panovníkům a dalším hlavám států.
- velkokříž/šerpa – V případě pánů byla udílena třída velkokříže, v případě dam třída šerpy.
- komtur podle čísla
- komtur
- důstojník
- rytíř/stuha – V případě pánů byla udílena třída rytíře, v případě dam třída stuhy.
- stříbrný kříž

### Od roku 1998
Od roku 1998 je řád udílen v sedmi třídách.
- řetěz (Collar) – Tato třída je určena panovníkům a dalším hlavám států
- velkokříž (Grand Cruz)
- komtur podle čísla (Encomienda de Número)
- komtur (Encomienda) – Zlatý řádový odznak se nosí na stuze kolem krku.
- důstojnický kříž (Cruz de Oficial) – Zlatý řádový odznak se nosí zavěšený na stužce na hrudi.
- kříž (Cruz) – Stříbrný řádový odznak se nosí zavěšený na stužce na hrudi.
- stříbrný kříž (Cruz de Plata) – Zjednodušený řádový odznak se nosí zavěšený na stužce na hrudi.

## Způsoby oslovení

Erb Amanicia Ortegy Gaony

Rytíři řetězu nebo velkokříže jsou oslovováni jako Excelenísimo Señor (Jeho Excelence), dámy řetězu nebo velkokříže jsou oslovovány jako Excelentísima Señora (Její Excelence). Je to tak stejný styl oslovení, jaký se používá v případě vévodů nebo velmožů.
Rytíři komtura podle čísla jsou oslovováni jako Ilustrísimo Señor (Ctihodný pán), dámy komtura podle čísla jsou oslovovány jako Ilustrísima Señora (Ctihodná paní). Je to tak stejný styl oslovení, jaký se používá v případě markýzů a hrabat. Všichni ostatní rytíři jsou oslovováni jako Señor (Pán), všechna ostatní dámy pak jako Señora (Paní). 
Kromě výše uvedeného jsou členové řádu, kteří jsou španělskými občany, oslovováni čestnou předponou Don v případě pánů a Doña v případě dam. Toto oslovení se používá stejně jako Sir nebo Dame pro britské občany pasované na rytíře. Všichni rytíři i dámy mají navíc právo přidat do svého erbu znaky tohoto vyznamenání. 